# Deutsche Leichtathletik-Meisterschaften 1929
Wie im Vorjahr wurden die 31. Deutschen Leichtathletik-Meisterschaften in zwei zeitlich parallel stattfindenden, jedoch nach Geschlechtern getrennten Wettbewerben ausgetragen. Die Männer ermittelten ihre Meister vom 20. bis 22. Juli 1929 in Breslau, die Frauen am 20. und 21. Juli in Frankfurt am Main.

## Wettbewerbsprogramm
Im Wettkampfprogramm gab es ein paar Änderungen:
- Die Wettbewerbe im beidhändigen Stoßen/Werfen der Männer – Kugelstoßen, Diskus- und Speerwurf – wurden nach fünf Jahren wieder gestrichen.
- Zusätzlich ins Angebot genommen wurden bei den Frauen der 200- sowie der 80-Meter-Hürdenlauf.

## Ausgelagerte Disziplinen
Zwei Wettbewerbe mit jeweils Einzel- und Mannschaftswertung wurden ausgelagert:
- Waldlauf – Frankfurt (Oder), 27. April
- 50-km-Gehen (Männer) – Berlin, 14. Oktober

## Sportliche Leistungen
Der SCC Berlin gewann alle drei Staffelwettbewerbe der Männer. Erfolgreichste Athletin war die Sprinterin Lisa Gelius (TSV 1860 München), die drei Meistertitel errang.

## Rekorde
Es wurde ein neuer Weltrekord (WR) aufgestellt und es gab drei neue deutsche Rekorde (DR).
- Weltrekord:[1]
  - Kugelstoßen: 12,85 m – Grete Heublein (Sportfreunde Bremen)
- Deutsche Rekorde:[2]
  - 5000-Meter-Lauf: 15:00,0 min – Albert Kilp (DSC 1899 Düsseldorf)
  - Stabhochsprung: 3,99 m – Gustav Wegner (VfL Halle 1896)
  - Weitsprung: 5,65 m – Felicitas Schlarp (Post SV Köln)

## Ergebnisübersichten
Die folgenden beiden Übersichten fassen die Medaillengewinner und -gewinnerinnen aller Wettbewerbe von 1929 zusammen.

### Medaillengewinner Männer
| Disziplin                                      | Gold                                                                 | Leistung              | Silber                                                                         | Leistung              | Bronze                                                                     | Leistung              |
| ---------------------------------------------- | -------------------------------------------------------------------- | --------------------- | ------------------------------------------------------------------------------ | --------------------- | -------------------------------------------------------------------------- | --------------------- |
| 100 m                                          | Ernst Geerling (Polizei SV Chemnitz)                                 | 10,8 s00000           | Eugen Eldracher (Eintracht Frankfurt)                                          | 10,9 s00              | Friedrich Wichmann (Eintracht Frankfurt)                                   | 10,9 s00              |
| 200 m                                          | Friedrich Wichmann (Eintracht Frankfurt)                             | 21,5 s00000           | Eugen Eldracher (Eintracht Frankfurt)                                          | 21,5 s00              | Helmut Körnig (SCC Berlin)                                                 | 21,6 s00              |
| 400 m                                          | Joachim Büchner (SC Viktoria Magdeburg)                              | 48,1 s00000           | Harry Werner Storz (VfL Halle 1896)                                            | 48,7 s00              | Richard Krebs (Hamburger SV)                                               | 49,2 s00              |
| 800 m                                          | Fredy Müller (TSV Zehlendorf 88 Berlin)                              | 1:53,8 min000         | Otto Peltzer (SC Preußen Stettin)                                              | 1:53,8 min            | Herbert Böcher (SCC Berlin)                                                | 1:54,8 min            |
| 1500 m                                         | Hans Wichmann (Karlshorster TV Berlin)                               | 3:57,8 min000         | Hermann Walpert (SC Teutonia 99 Berlin)                                        | 4:01,0 min            | Fritz Schilgen (ASC Darmstadt)                                             | 4:02,6 min            |
| 5000 m                                         | Albert Kilp (DSC 1899 Düsseldorf)                                    | 15:00,0 min DR        | Hermann Helber (VfB Stuttgart)                                                 | 15:10,2 min           | Karl Kapp (Eisenbahn-SV München)                                           | 15:35,0 min           |
| 10.000 m                                       | Erich Kraft (SpVgg 1908 Bautzen)                                     | 34:16,5 min000        | Heinrich Brauch (SCC Berlin)                                                   |                       | Rolf Holthuis (SV Union Weener)                                            |                       |
| Marathon                                       | Franz Wanderer (VfL Potsdamer Sportfreunde)                          | 3:07:15,8 h00000      | Kurt Schneider (TSG Germania Hirschberg)                                       | 3:14:33,2 h00         | Erich Geißler (SCC Berlin) / Erich Mierdel (SCC Berlin)                    | 3:19:35,8 h00         |
| 110 m Hürden                                   | Willi Welscher (Eintracht Frankfurt)                                 | 15,0 s00000           | Heinrich Troßbach (Berliner SC)                                                | 15,0 s00              | Gerhard Schlie (Turngemeinde in Berlin)                                    | 15,6 s00              |
| 400 m Hürden                                   | Ernst Allwardt (ASC Leipzig)                                         | 56,0 s00000           | Karl-Heinz Ern (SCC Berlin)                                                    | 56,8 s00              | Erbs (Berliner SC)                                                         | 57,2 s00              |
| 4 × 100 m Staffel                              | SCC BerlinHelmut Körnig Wilhelm Grosser Alex Nathan Hermann Schlöske | 40,8 s00000           | Eintracht FrankfurtHans Salz Friedrich Wichmann Arthur Metzger Eugen Eldracher | 40,9 s00              | TSV Bar Kochba BerlinGeorg Kurz Gerber Oskar Kurz Lewin                    | 42,2 s00              |
| 4 × 400 m Staffel                              | SCC BerlinHermann Schlöske Solmsen Peter-Paul Wiese Herbert Böcher   | 3:21,8 min000         | Hamburger SVReinhard Busche Bergmann Schwarz Richard Krebs                     | 3:22,4 min            | Stuttgarter KickersGustav Sackmann Erich Scriba Erwin Jauch Wilhelm Single | 3:22,8 min            |
| 4 × 1500 m Staffel                             | SCC BerlinKurt Schmidt Otto Kohn Erich Sujatta Herbert Böcher        | 16:25,9 min000        | SC Teutonia 99 BerlinKörbs Walther Helmuth Krause Georg Bukh                   | 16:35,0 min           | SC Viktoria MagdeburgDähnert Jacobs Emil Spangenberg Haase                 | 17:17,2 min           |
| 50-km-Gehen                                    | Karl Hähnel (Schwarz-Weiß Erfurt)                                    | 4:54:26,5 h00000      | Paul Sievert (SC Siemens Berlin)                                               | 4:58:05,0 h00         | Franz Reichel (SC Bajuwaren München)                                       | 5:06:15,0 h00         |
| 50-km-Gehen, Mannschaftswertung                | Schwarz-Weiß ErfurtKarl Hähnel Ledermann Weise                       | 14 P (Plätze 1/14/16) | SC Bajuwaren MünchenFranz Reichel Siegel Fasold                                | 15 P (Plätze 3/10/20) | SCC BerlinCarl Brockmann William Schnitt Jentzsch                          | ? P (Plätze 4/5/24)   |
| Hochsprung                                     | Fritz Köpke (SC Preußen Stettin)                                     | 1,90 m000             | Helmut Rosenthal (VfK Königsberg)                                              | 1,84 m                | Fritz Huhn (VfB Jena)                                                      | 1,80 m                |
| Stabhochsprung                                 | Gustav Wegner (VfL Halle 1896)                                       | 3,99 m DR             | Erich Stechemesser (Preußen Münster)                                           | 3,57 m                | Rudolf Bünte (VfB Detmold)                                                 | 3,57 m                |
| Weitsprung                                     | Erich Köchermann (SC Victoria Hamburg)                               | 7,29 m000             | Rudolf Dobermann (SC Marienburg Köln)                                          | 7,14 m                | Kurt Mölle (DSC 1899 Düsseldorf)                                           | 7,04 m                |
| Kugelstoßen                                    | Emil Hirschfeld (SV Hindenburg Allenstein)                           | 15,26 m000            | Wilhelm Uebler (Polizei SV Nürnberg-Fürth)                                     | 14,49 m               | Wilhelm Schneider (SC Opel Rüsselsheim)                                    | 13,95 m               |
| Diskuswurf                                     | Emil Hirschfeld (SV Hindenburg Allenstein)                           | 45,12 m000            | Hermann Hänchen (SCC Berlin)                                                   | 43,175 m              | Hans Hoffmeister (SC Münster 08)                                           | 42,95 m               |
| Hammerwurf                                     | Josef Mang (SSV Jahn Regensburg)                                     | 43,02 m000            | Fritz Wenninger (Stuttgarter Kickers)                                          | 41,79 m               | Julius Heiberg (Schwarz-Weiß Essen)                                        | 39,04 m               |
| Speerwurf                                      | Herbert Molles (VfK Königsberg)                                      | 62,85 m000            | Gottfried Weimann (SC Wacker Leipzig)                                          | 62,27 m               | Hans Schnackertz (Kölner SC 1899)                                          | 60,25 m               |
| Zehnkampf\|offiz. Wert. 2. Zeile: 1985er Wert. | Kurt Weiß (Berliner SC)                                              | 585 P (6437 P)        | Wilhelm Ladewig (DSC Berlin)                                                   | 550 P (6310 P)        | Erwin Huber (Stuttgarter Kickers)                                          | 541 P (6202 P)        |
| Waldlauf – ca. 10.000 m                        | Otto Kohn (SCC Berlin)                                               | 36:00,3 min000        | Hermann Helber (VfB Stuttgart)                                                 | 36:11,5 min           | Wilhelm Husen (Polizei-SV Hamburg)                                         | 36:16,4 min           |
| Waldlauf, Mannschaftswertung                   | Polizei SV HamburgWilhelm Husen Willi Dreckmann Josef Schlemmer      | 13 P (Plätze 3/4/10)  | SCC BerlinOtto Kohn Heinrich Brauch Voigt                                      | 15 P (Plätze 1/8/16)  | VfB StuttgartHermann Helber Eugen Bertsch Fritz Helber                     | 20 P (Plätze 2/12/18) |

### Medaillengewinnerinnen Frauen
| Disziplin                                      | Gold                                                                | Leistung       | Silber                                                                          | Leistung       | Bronze                                                             | Leistung    |
| ---------------------------------------------- | ------------------------------------------------------------------- | -------------- | ------------------------------------------------------------------------------- | -------------- | ------------------------------------------------------------------ | ----------- |
| 100 m                                          | Lisa Gelius (TSV 1860 München)                                      | 12,5 s00       | Rosa Kellner (TSV 1860 München)                                                 | 12,6 s00       | Marianne Stryk (Dresdner SC)                                       | 12,7 s00    |
| 200 m                                          | Lisa Gelius (TSV 1860 München)                                      | 26,0 s00       | Detta Lorenz geb. Lutz (Eintracht Frankfurt)                                    | 26,0 s00       | Leni Schmidt (Bremer Sportfreunde)                                 | 26,2 s00    |
| 800 m                                          | Marie Dollinger (1. FC Nürnberg)                                    | 2:17,5 min     | Margarete Stramm (Preußen Danzig)                                               | 2:21,6 min     | Ilona Lenz (SV Wiesbaden)                                          | 2:24,4 min  |
| 80 m Hürden                                    | Ruth Becker (SC Brandenburg Berlin)                                 | 12,5 s00       | Gerda Pirch (SCC Berlin)                                                        | 12,6 s00       | Emmi Haux (Eintracht Frankfurt)                                    | 12,9 s00    |
| 4 × 100 m Staffel                              | TSV 1860 MünchenRosa Kellner Luise Holzer Agathe Karrer Lisa Gelius | 49,0 s00       | SC Brandenburg Berlin 1Erna Steinberg Gundel Wittmann Eva von Bredow Gerda Laue | 49,5 s00       | SC Brandenburg Berlin 2Brigitta Laue Wüstefeld Ruth Becker Gehring |             |
| Hochsprung                                     | Inge Braumüller (DFSC Berlin)                                       | 1,45 m000      | Elisabeth Bonetsmüller (TSV München 1860)                                       | 1,40 m         | Helma Köhler (Eintracht Frankfurt)                                 | 1,40 m      |
| Weitsprung                                     | Felicitas Schlarp (Post SV Köln)                                    | 5,65 m DR      | Selma Grieme (Sportfreunde Bremen)                                              | 5,47 m         | Eva von Bredow (SC Brandenburg Berlin)                             | 5,35 m      |
| Kugelstoßen                                    | Grete Heublein (SuS Barmen)                                         | 12,85 m WR     | Tilly Fleischer (Eintracht Frankfurt)                                           | 11,90 m        | Olga Jungkunz (Ulmer FV 1894)                                      | 11,61 m     |
| Diskuswurf                                     | Paula Mollenhauer (SC Victoria Hamburg)                             | 37,62 m000     | Tilly Fleischer (Eintracht Frankfurt)                                           | 36,83 m        | Hoffmann (Nordhausen)                                              | 34,75 m     |
| Speerwurf                                      | Martha Jacob (SCC Berlin)                                           | 38,24 m000     | Auguste Hargus (LBV Phönix Lübeck)                                              | 37,95 m        | Emmi Haux (Eintracht Frankfurt)                                    | 34,79 m     |
| Schlagballwurf                                 | Annchen Groth (SC Preußen Itzehoe)                                  | 74,27 m000     | Käthe Alpen (SC Preußen Itzehoe)                                                | 74,11 m        | Ilse Laumann geb. Buhl (SC Preußen Itzehoe)                        | 69,28 m     |
| Fünfkampf, offiz. Wert. 2. Zeile: 1980er Wert. | Ellen Braumüller (DFSC Berlin)                                      | 315 P (2808 P) | Selma Grieme (Sportfreunde Bremen)                                              | 305 P (2897 P) | Helma Köhler (Eintracht Frankfurt)                                 | 277 P (? P) |